# Англицизмы
Англици́зм — заимствование слов из английского языка каким-либо другим языком.

## По языкам

### Англицизмы в русском языке
Англицизмы начали проникать в русский язык на рубеже XVIII—XIX веков, но их приток в лексику русского языка оставался не очень значительным кроме сферы спорта вплоть до 1990-х годов: в это время начался интенсивный процесс заимствования как слов, для которых отсутствовали соответствующие понятия в когнитивной базе языка-рецептора — например, компьютерной терминологии: шредер, оверхэд, плоттер, сканер, и деловой лексики: дефолт, маркетинг, дилер, офшор, — так и замещение русских лексических единиц английскими для выражения позитивных или негативных коннотаций, которые отсутствуют у исходного слова в языке-рецепторе (пивная → паб, убийца → киллер). Многие заимствования из английского в русский в сфере спорта и активного отдыха стали за двадцатый век уже привычными (само слово спорт, названия видов спорта: футбол, баскетбол, хоккей, теннис, бокс и пр.; ролей в игре: форвард, голкипер, арбитр, рефери; ситуаций и действий: фол, пас, офсайд, дриблинг, клинч, хук, апперкот). Некоторые англицизмы даже вышли из употребления, заменившись эквивалентами (корнер > угловой (удар в футболе). Тем не менее, русский язык продолжает активно осваивать новую англоязычную терминологию в разных сферах:
- названия видов спорта, спортивного инвентаря и фитнес-тренировок: фристайл, скейтборд и усечённое разговорное скейт, сноуборд, рестлинг, кайтсерфинг[2], сайкл, хот айрон или боди памп, бодикомбат, аквабайкинг, кроссфит[3] и др.
- названия предметов одежды: свитшот, тренч/тренчкот, тайтсы, бомбер, кроп-топ, лонгслив, леггинсы, джеггинсы, джоггеры[3][4] и др.
- названия обуви: мюли, сникерсы, слипоны, слиперы, скетчерсы, лоферы, бутсы[3][4] и др.
- названия напитков и блюд: смузи, шейк, милкшейк, кукис, панкейк, ролл, маффин, пай, флэтуайт, овершейк/фрикшейк, турновер[3][4] и др.
- названия канцелярских товаров и офисной техники: степлер, стикер, диспенсер канцелярский, датёр, бейдж, шредер, оверхед-проектор[3] и др.
- названия видов косметики и макияжа: аджастер, хайлайтер, консилер, плампер, бронзер, фолс лэш эффект, патч, праймер, люминайзер, эловер, софтнер[4] и др.

На сегодняшний день основным каналом проникновения английских заимствований в русский язык является Интернет. Богатым источником современных английских заимствований, не имеющих лексикографической фиксации, являются блоги.
Кроме прямого заимствования лексики из английского языка, в русском языке также происходит процесс образования псевдоанглицизмов (ложных англицизмов) — неологизмов. Псевдоанглицизмы — это лексемы, которые создаются на базе английских слов с использованием английских словообразовательных аффиксов, но которые не употребляются в данной форме и/или в данном значении в английском языке. Псевдоанглицизмы могут образовываться словосложением как английских основ (например, шоп-тур, не имеющий эквивалента в английском), так и композицией английской и русской основ (например, шуб-тур и лохотрон (<лох «простак» + лототрон).
Большое число случайных англицизмов может содержать перевод, выполненный человеком, недостаточно хорошо владеющим устоявшейся русской терминологией в данной области. В частности, это касается многих статей русскоязычной Википедии, являющихся переводом статей из англоязычного раздела Википедии, написанных на английском языке.
Заимствованиями из английского языка могут быть не только отдельные слова и выражения, но и конструкции.
Богат англицизмами лексикон членов русскоязычных диаспор в англоязычных странах. Постоянно сталкиваясь в повседневной жизни с различными названиями, носители русского языка могут заимствовать их в свой идиолект и активно использовать в повседневной речи, даже если у этих слов есть эквиваленты в русском языке.

### Англицизмы в немецком языке
Большинство англицизмов проникли в немецкий язык после оккупации Германии в 1945 году, и этот процесс получил новый толчок после включения земель ГДР и Западного Берлина в состав ФРГ в 1990 году.
Так как многие английские слова имеют множество значений, часто то или иное английское слово переходит в немецкий язык, сохраняя только одно из них, например слово event перешло в немецкий язык только в значении мероприятие (нем. Veranstaltung), но не в значении событие (нем. Ereignis).
Иногда английское слово полностью меняет своё значение, например, слово handy в английском языке означает доступный, удобный, а в немецком языке слово Handy означает сотовый телефон (нем. Mobiltelefon).
Часто значение того или иного англицизма в немецком языке не имеет никакой связи со значением английского слова. Так, выражение Public Viewing стало означать в немецком языке групповой просмотр на открытом воздухе спортивных состязаний на больших экранах. В английском языке public viewing означает публичное вскрытие трупа, в связи с чем Обществом немецкого языка в Дортмунде были предложены варианты Freiluftfernsehen, Fußballkino и Straßenkino..
При переходе из английского языка в немецкий слова принимают окончания немецкого языка: если в английском слово story (рассказ, история, нем. Erzählung, Geschichte) во множественном числе будет stories, то в немецком — Storys. Download (как глагол) становится downloaden (загружать, скачивать, нем. herunterladen).
Иногда от английского слова берётся только корневая основа: ausgepowert (от англ. power — сила) — обессилевший (нем. ausgelaugt).
Под влиянием английского языка многие похожие на английские немецкие слова приобрели новые значения. Так, в отдельных публикациях слово Szene используется в отсутствующем ранее у него, но присутствующем в английском слове scene значении сфера, характерная область какой-либо деятельности (нем. Bereich). Подобно русскому слову социальный, немецкое слово sozial, обозначающее ранее относящийся к обществу, служащий общественному благу (социальная помощь (нем. Sozialhilfe), социальный вопрос (нем. Sozialfrage)), иногда используется в присутствующем в английском слове social значении коммуникабельный, общительный, дружеский (социальная сеть (нем. soziale Netzwerk)).